# Евраз
Evraz Group — международная вертикально-интегрированная металлургическая и горнодобывающая компания с активами в Российской Федерации, США, Канаде, Чехии, Италии, Казахстане. Штаб-квартира — в Лондоне. Входит в число крупнейших производителей стали в мире. Собственная база железной руды и коксующегося угля практически полностью обеспечивает внутренние потребности компании. До 2022 года входила в ведущий индекс Лондонской фондовой биржи FTSE-100.
Находится под международными санкциями за поддержку вторжения России на Украину.

## История
Компания ведёт свою историю с 28 февраля 1992 года, когда Александром Абрамовым, Олегом Бойко и их шестью деловыми партнёрами (А. Катуниным, В. Катуниным, С. Носовым, Ю. Капицким, И. Толмачёвым, Ю. Клеповым) была основана компания «Евразметалл», торговавшая металлопродукцией. В 1995 году компания получила контроль над Нижнетагильским металлургическим комбинатом, в 2002 году — над Западно-Сибирским, а в 2003 году — над Новокузнецким комбинатом. Головная компания Evraz Group S.A. была зарегистрирована 31 декабря 2004 года в Люксембурге как публичная компания.
Летом 2006 года крупный пакет акций компании (около 40 процентов) был продан структурам Романа Абрамовича за $3 млрд.
В 2011 году материнской компанией группы стала британская компания Evraz Plc. Акционеры люксембургской Evraz Group S.A. обменяли свои акции на акции Evraz Plc. Это было необходимо для получения премиального листинга на Лондонской фондовой бирже.
В 2014 году Evraz plc перевела некоторые свои холдинговые структуры с Кипра в Люксембург и Нидерланды. Кипрская Mastercroft Limited была заменена люксембургской Mastercroft S.a.r.l., а частично ей принадлежащая кипрская Corber Enterprises Limited была заменена люксембургской Corber Enterprises S.a.r.l. Кипрская Palmrose Ltd., которое объединяет активы группы на Украине, была заменена нидерландской Palmrose B.V..
В 2017 году «Евраз» произвёл 14 млн тонн стали.
В августе 2022 года металлургическая компания Evraz выставила на продажу свои активы в США и Канаде. В североамериканский дивизион компании входит два электросталеплавильных производства, четыре предприятия по выпуску стального проката, восемь трубных заводов и ломозаготовительная сеть из 17 предприятий. Активы находятся в Портленде (штат Орегон, США), Пуэбло (штат Колорадо, США), 
Реджайне (Саскачеван, Канада), Калгари, Камроуз и Ред-Дир (Альберта, Канада).
23 июля 2025 года Арбитражный суд Московской области по иску Минпромторга РФ приостановил корпоративные права британской головной компании холдинга Evraz plc в АО «Евраз НТМК, контролирующей российский бизнес компании. Это было сделано по закону об экономически значимых организациях (ЭЗО). Теперь, по решению суда, акционеры Evraz plc смогут (а резиденты РФ будут должны в обязательном порядке) напрямую владеть акциями АО «Евраз НТМК».
В конце июля было объявлено, что холдинг «Евраз» принял решение зарегистрировать ПАО (холдинговую компанию), которое объединит около 60 юридических лиц, в Нижнем Тагиле и выпустить акции на Московской бирже.

### Слияния и поглощения
В ноябре 2006 года «Евраз» объявил о том, что покупает американскую сталелитейную компанию Oregon Steel Mills за $2,3 млрд. Сделка была завершена в 2007 году.
В конце 2007 года компания подписала соглашение о покупке американской компании по производству проката Claymont Steel. Сумма сделки составит $564,8 млн.
В декабре 2007 года «Евраз» подписал соглашение о приобретении части активов украинской металлургической группы «Приват», принадлежащей в том числе Игорю Коломойскому — 99,25 % акций ОАО «Суха Балка», 95,57 % акций Днепропетровского металлургического завода им. Петровского (ныне — «ЕВРАЗ — Днепровский металлургический завод»), 93,74 % акций коксохимического завода «Баглейкокс» (Ныне — «ЕВРАЗ ЮЖКОКС»), 98,65 % акций завода «Днепрококс», 93,83 % акций Днепродзержинского коксохимического завода и 50 % акций Южного горно-обогатительного комбината. Сумма сделки оценена в $2-2,2 млрд, оплачена она будет частично ($1 млрд) деньгами, оставшаяся часть — акциями «Евраз».
В феврале 2008 года компания объявила о покупке контрольного пакета (51 %) китайской металлургической компании Delong Holdings за $1,49 млрд.
В конце декабря 2009 года стало известно, что один из основателей «Евраза» Александр Катунин вместе с группой финансовых инвесторов при участии Внешэкономбанка приобрёл контрольный пакет (50 % + две акции) крупной украинской металлургической компании «Индустриальный союз Донбасса». Высказывались предположения, что покупатели контрольного пакета ИСД действовали в интересах «Евраза».
В октябре 2012 года было объявлено о достижении договорённости между акционерами о том, что «Евраз» в дополнение к уже принадлежащим ему 40 % акций угольной компании «Распадская» выкупит у менеджмента «Распадской» принадлежащие им 40 % акций за сумму, оцениваемую аналитиками в $860 млн. Сделка была закрыта январе 2013 года.
В 2005 году было создано ООО «Причалы Коминтерна» для реализации проекта строительства угольного терминала в акватории Малого Аджалыкского лимана (Южный, Одесская область) мощностью 10 млн тонн в год. Общая стоимость проекта оценивалась почти в $300 млн. Учредителем ООО выступила кипрская компания Frotora Holding Ltd., принадлежащая Evraz Group. Однако компании не удалось договориться с администрацией порта «Южный» об аренде участка береговой полосы, без которого строительство угольного терминала теряло смысл. В ноябре 2012 года «Евраз» продал 100 % компании холдингу «Портинвест», транспортному крылу группы СКМ Рината Ахметова.
Реализуя стратегию по выходу из непрофильных активов, в 2013 году «Евраз» продал Высокогорский ГОК, активы Евразруды в Хакасии и Мундыбашскую обогатительную фабрику в Кемеровской области, Центральную ТЭЦ в Новокузнецке, шахту «Грамотеинская» в Кемеровской области, закрыл завод Evraz Claymont в США. В 2015 году был деконсолидирован южно-африканский завод Highveld Steel and Vanadium. В 2016 году «Евраз» продал Находкинский морской торговый порт, в 2017 и 2018 — украинские активы.
В 2013 году «Евраз» запустил новую шахту по добыче коксующихся углей «Ерунаковская-VIII» в Кемеровской области и завод по производству арматуры в Костанае (республика Казахстан) ЕВРАЗ Каспиан Сталь. Также после масштабной реконструкции был запущен рельсобалочный цех Евраз ЗСМК, способный выпускать весь спектр рельсов, включая 100-метровые, по инновационной технологии дифференцированной закалки воздухом.
В августе 2021 года президент «Евраза» Александр Фролов в отчёте за 1-е полугодие 2021 года заявил о выводе угольного бизнеса из состава группы до конца 2021 года при условии получения всех необходимых одобрений.

## Собственники и руководство
Крупнейшие акционеры Evraz по состоянию на 16 февраля 2022 года — миллиардер Роман Абрамович (28,64 %) и структуры его партнёров — Александра Абрамова (Abiglaze Ltd, 19,32 %) и Александра Фролова (Crosland Global Limited, 9,65 %). Кроме них, совладельцами являются Геннадий Козовой (5,74 %) и Евгений Швидлер (2,7 %). 

### Совет директоров

Основатель «Евраза» Александр Абрамов в 2017 году

- Александр Абрамов — председатель совета директоров
- Александр Фролов
- Карл Грубер
- Дебора Гуджен
- Александр Изосимов
- Майкл Пит
- Евгений Швидлер
- Евгений Тененбаум[44].

## Активы и деятельность
Основные направления деятельности группы — производство стали, добыча руды и угля. Часть сталепрокатных мощностей находится за пределами России.
По состоянию на 2014 год, через Mastercroft S.a.r.l. контролировались Нижнетагильский металлургический комбинат (которому в свою очередь на 99,9 % принадлежал Западно-Сибирский металлургический комбинат, Евразруда и Южкузбассуголь), североамериканское подразделение Evraz Inc. NA, южноафриканское Evraz Highveld Steel and Vanadium Limited, строящийся прокатный «Южный Стан» в Ростовской области и ряд других активов. Через Corber Enterprises S.a.r.l. на 100 % принадлежавший Mastercroft и Evraz Group S.A., группа владела 82 % акций угольной компании «Распадская».
Сталелитейные предприятия:
| Страна          | Название            | Площадка               | Год основания | Год приобретения | Мощность по стали, млн т | Мощность по прокату, млн т |
| --------------- | ------------------- | ---------------------- | ------------- | ---------------- | ------------------------ | -------------------------- |
| Флаг России     | Евраз НТМК          | Нижний Тагил           | 1940          | 1995             | 4,5                      | 4                          |
| Флаг России     | Евраз ЗСМК          | Новокузнецк            | 1964          | 1999             | 5,5                      | 6,5                        |
| Флаг Италии     | Palini e Bertoli    | Сан Джорджио ди Ногаро | 1963          | 2005             | -                        | 0,5                        |
| Флаг США        | Oregon Steel Mills  | Портленд               | 1926          | 2006             | 1,2                      | 2,3                        |
| Флаг Казахстана | Evraz Caspian Steel | Костанай               | 2013          | 2013             | -                        | 0,45                       |

В июне 2011 года расположенные в Новокузнецке Западно-Сибирский и Новокузнецкий комбинаты были объединены в «ЕВРАЗ Объединённый Западно-Сибирский металлургический комбинат».
В декабре 2019 года Palini e Bertoli была продана группе Marcegaglia.
Прочие активы в России:
- Качканарский горно-обогатительный комбинат (100 %)
- Евразруда (100 %) — Кемеровская область
- Угольная компания «Распадская» (82 %[47])
- «Южкузбассуголь» (100 %) — Кемеровская область
- Евраз Ванадий Тула (100 %) — Тульская область
- ЗАО ГМК Тимир (51 %) — Якутия
- «ЕвразЭК» (100 %) — Кемеровская область
- Торговый дом «Евразхолдинг» (OOO Trade House EvrazHolding) (100 %)
- Торговая компания «Евразхолдинг» (100 %)
- Металлэнергофинанс- (электроэнергетика) (100 %) — Кемеровская область
- Евразтехника — (ИТ-Технологии) (100 %) — Кемеровская и Свердловская области[48].
- Региональный центр подготовки персонала «Евраз-Сибирь» (Новокузнецк)
- Объединённые учётные системы[49].
- Центр сервисных решений[50].
- Евраз металл инпром (99,999 %)
- EVRAZ STEEL BOX (ЕВРАЗ Стил Бокс) — разработчик и поставщик быстровозводимых зданий на металлическом каркасе[51]

Компания также владеет Evraz North America с активами в США и Канаде (два электросталеплавильных производства, четыре предприятия по выпуску стального проката, восемь трубных заводов и ломозаготовительная сеть из 17 предприятий), и Evraz Nikom в Чехии (завод в городе Мнишек-под-Брди, на который по данным на 2021 год приходилось около 15 % мирового рынка ванадия, в 2023 году был переименован в Czech Vanadium).
С 2006 года по 2019 год группа Evraz владела американской компанией Strategic Minerals Corporation (Stratcor), крупнейшим мировым производителем ванадиевых и титановых сплавов и химикатов.
В августе 2022 года группа Evraz объявила о намерении продать остальные североамериканские активы.
Основные потребители стальной продукции российских металлургических комбинатов по географии (по итогам 2015 года):
- Россия 44 %
- Азия 24 %
- Европа 14 %
- СНГ 8 %
- Африка, Америка и другие страны 10 %[3][55].

### Показатели деятельности
В 2017 году «Евраз» произвёл 14 млн тонн стали. Консолидированная выручка за 2017 год составила 10,83 млрд $, консолидированная EBITDA — 2,62 млрд $. В 2018 году объём производства стали компании составил 13 млн тонн. В тот же год объём выручки Евраза составил 12,84 млрд $ при EBITDA на уровне 3,78 млрд $. В 2019 году компании удалось нарастить производство стали до 13,8 млн тонн. За 2019 год Евраз заработал выручку в размере 11,91 млрд $, а EBITDA компании составила 2,60 млрд $. В 2020 году на фоне пандемии COVID-19 Евраз снизил производство стали до 13,6 млн тонн, а выручка компании составила 9,75 млрд $, EBITDA была на уровне 2,21 млрд $. В 2021 году Евраз сохранил производство стали на уровне 13,6 млн тонн, при этом компания нарастила объём выручки до 14,16 млрд $. EBITDA компании в 2021 году выросла до 5,02 млрд $.
В связи с санкциями аудитор не был назначен и финансовый отчет за 2022 года компании не может быть опубликован.
Компания вошла в рейтинг журнала Forbes «200 крупнейших частных компаний России 2021», где заняла 9 место с выручкой 770,3 млрд рублей.

## Сокрытие поставок для российской армии
20 июля 2022 года было опубликовано исследование OCCRP, из которого следовало, что «Евраз», неоднократно заявлявшая, что не поставляла сталь для российских танков, на самом деле скрывала эти факты и в течение более чем десятилетия снабжала сталью армию Российской Федерации. «Евраз» не только тесно сотрудничал с Росгвардией, но и посылал свою продукцию для заводов, которые создавали как танки, так и взрывчатку. В 2015—2018 годах завод «Евраз ЗСМК» получил более 2,8 миллиона долларов от российского госзавода по производству взрывчатки, а «Евраз НТМК» в 2018 году продал сталь «Уралвагонзаводу» на сумму 1,4 миллиона долларов. Также и в 2016—2017 годах «дочка» «Евраза» поставляла ванадиевый шлак для создания оружия. Компания «Евраз» отрицает опубликованную OCCRP информацию.

## Критика
21 ноября 2012 года президент ОАО «РЖД» Владимир Якунин, выступая по корпоративному телевидению РЖД-ТВ, объявил, что российские металлурги сорвали заказ на поставку рельсов нового стандарта для скоростного и высокоскоростного движения, и компания в 2012 году вынуждена была закупать рельсы нового стандарта в Японии. 3 декабря начальник Московской дирекции по ремонту пути Леонид Воробьёв в интервью Агентству транспортных новостей (АТН) и газете «Московский железнодорожник» уточнил, что контракт на поставку для ОАО «РЖД» рельсов нового стандарта сорван из-за затянувшейся реконструкции на Нижнетагильском (НТМК) и Кузнецком металлургических комбинатах (КМК), входящих в Evraz Group S.A.. Первая партия 100-метровых рельсов Запсиба была отгружена для ОАО «РЖД» в июне 2014 года.